# Хронологија Народноослободилачке борбе мај 1942.
Хронолошки преглед важнијих догађаја везаних за Народноослободилачку борбу народа Југославије, који су се десили током маја месеца 1942. године:
| ← април · Хронологија Народноослободилачке борбе у 1942. години · јун → 1 · 3 · 4 · 5 · 6 · 7 · 9 · 10 · 12 · 15 · 16 · 21 · 22 · 25 · 29 |

### 1. мај
- У току ноћи 30. април/1. мај, у близини села Поткамен, код Чајнича Први и Четврти ужички батаљон Друге пролетерске ударне бригаде и Пети шумадијски батаљон Прве пролетерске ударне бригаде разбили једну пешадијску чету италијанске дивизије „Пустерија”. Због интервенције јачих италијанских снага из Чајнича партизани су се морали повући.[1]
- На војном стрелишту Сухи бајер у Љубљани Италијани стрељали Ернеста Ејпера (1914—1942), припадника Службе обавештавања и безбедности (ВОС) при Централном комитету КП Словеније. Ухапшен је марта 1942. приликом извршења једног задатка, а после рата је проглашен за народног хероја.[2]

### 3. мај
- У близини села Орехово, код Битоља, у борби против јединица бугарске војске и полиције разбијен Битољски партизански одред „Пелистер”. У овој борби на Левчанској корији тешко је рањена, а потом заробљена Елпида Караманди (1920—1942), партијска радница која је била један од организатора омладине у Битољу. Након заробљавања, била је везана за запрежна кола и вучена кроз битољска села све док није умрла. После рата је проглашена за народног хероја.[3][4]

### 4. мај
- Јаке четничке снаге, наоружане италијанским лаким и тешким наоружањем, отпочеле концентричне нападе од Колашина, долином Таре и преко Сињајевине, и од Берана, преко Бјелашнице и Бијелог Поља, у правцу Мојковца и села Шаховића на јединице Бијелопољског, Дурмиторског и Комског партизанског одреда и делове Зетског одреда и Првог црногорског батаљона Прве пролетерске ударне бригаде. Четници су у току дводневних борби, и поред јаког отпора партизанских снага, успели да заузму Мојковац и да избију на падине Сињајевине.[5]

### 5. мај
- Код села Бравско, на путу Кључ—Босански Петровац, делови Првог и Петог крајишког партизанског одреда разбили Седми фашистички батаљон из италијанске дивизије „Сисари“. У овој борби погинуо је политички комесар Вођеничке партизанске чете Петог крајишког одреда Ђуро Пећанац Ђурекан (1916—1942), народни херој.[6]
- На стратишту у Јајинцима, код Београда, стрељан Милорад Петровић (1903—1942), политички комесар Сувоборског партизанског одреда. После рата је проглашен за народног хероја.[7]

### 6. мај
- Kод села Миљено, на путу Чајниче—Горажде, Први и Четврти ужички батаљон Друге пролетерске ударне бригаде и Пети шумадијски батаљон Прве пролетерске ударне бригаде, у петочасовној борби, разбили мање делове италијанске дивизије „Пустерија”. Због интервенције јачих италијанских снага из Чајнича и Горажда, партизани су се морали повући. У овој борби избачено је из строја око 100 непријатељских војника и заплењена већа количина наоружања и војне опреме.[1]
- Код села Горњег Раткова, на Змијању, делови четничког пука „Мањача” из заседе убили групу од осморо партизана, међу којима су били Касим Хаџић (1904—1942), секретар Окружног комитета КПЈ за Бања Луку и Драго Ланг (1921—1941), секретар Окружног комитета СКОЈ-а за Бања Луку, народни хероји. Они су се враћали са партијског саветовања, које је било одржано у Горњем Рибнику.[1][8][9]

### 7. мај
- У Кореници, по наређењу Главног штаба НОП и ДВ Хрватске, од пролетерских чета из Лике, Кордуна, Горског котара и Хрватског приморја формиран Први пролетерски батаљон Хрватске. За команданта батаљона постављен је Анте Банина. Овај батаљон деловао је самостално све до 7. новембра 1942. када је ступио у састав Тринаесте пролетерске бригаде.[10][11]

### 9. мај
- На Петровој главици, код Никшића, Италијани стрељали истакнуте руководиоце Народноослободилачког покрета у никшићком крају — Јованку Јоку Балетић (1924—1942) и Чедомира Љубу Чупића (1913—1942), политичког комесара чете у Никшићком партизанском одреду, који је заробљен од четника априла 1942. у борбама на Кабленој глави. Приликом вођења на место стрељања, окупљене грађане је позивао на борбу и извикивао антифашистичке пароле. После рата је проглашен за народног хероја.[12]
- У Београду у специјалном камиону-гасној комори званом „душегупка“ убијено 220 затвореника Бањичког логора. Међу убијенима се налазило — 25 Јеврејки са децом, породица апотекара Светолика Трајковића (жена Милена, син Мирослав и ћерке Вера и Слобода), као и више затвореница логора — из Вршца и Ужица. Логорашице из Вршца су биле — Амалија Јакшић (1917—1942), службеница и члан МК КПЈ за Вршац; Драгица Петров (1916—1942), члан ОК КПЈ за јужни Банат; Олга Радишић-Петров (1916—1942), учитељица, члан МК и СК КПЈ за Панчево и народни херој; Ковиљка Ивановић (1913—1942), учитељица; Јелена Варјашки (1922—1942), матуранткиња и сестре Иванка и Смиља Стојадинов. Логорашице из Ужице су биле — Марија Бобић Леви, Петра Јањушевић, Олга Савић, Јелена Тадић; Бранка Данић (1901—1942), домаћица из Сокобање и др.[13]

### 10. мај
- У селу Каменици, код Завидовића, формиран Штаб Групе ударних источнобосанских батаљона, који су сачињавали — Војо Љујић командант, Цвијетин Мијатовић политички комесар, Перо Косорић заменик команданта, Авдо Хумо заменик политичког комесара и Предраг Марковић Алимпије, начелник Штаба (пошто се Цвијетин Мијатовић налазио у Шековићима, дужност политичког комесара је вршио његов заменик Авдо Хумо). Група ударних батаљона је формирана од Првог романијског, Другог мајевичког и Трећег зеничко-бирчанксог батаљона, који су укупно имали око 600 бораца. Са батаљонима су се налазили чланови Главног штаба НОП одреда Босне и Херцеговине и Покрајинског комитета КПЈ за Босну и Херцеговину — Светозар Вукмановић Темпо, Родољуб Чолаковић, Угљеша Даниловић, Петар Стамболић (тешко рањен), Хасан Бркић, Ратко Дугоњић, Павле Горанин Илија, Тодор Вујасиновић и други руководиоци из расутих партизанских одреда — Романијског, Озренског, Зеничког и одреда Звијезда. Група ударних источнобосанских батаљона је 2. августа 1942, наредбом Врховног штаба НОП и ДВЈ, проглашена за Шесту источнобосанску бригаду.[14]

### 12. мај
- У Сремској Митровици усташе стрељале Јанка Чмелика (1905—1942), секретара Среског комитета КПЈ за Стару Пазову, члана Окружног комитета КПЈ за Срем и једног од организатора устанка у Старој Пазови. Ухапшен је крајем 1941. и потом страховито мучен у усташком затвору у Вуковару. Међу првим борцима из Војводине је 25. октобра 1943. проглашен за народног хероја.[15]

### 15. мај
- У селу Халапићу, код Гламоча, четнички елементи извршили пуч у Петој чети Четвртог батаљона „Будућност” Петог крајишког партизанског одреда. Они су том приликом заробили команданта батаљона „Будућност” Милоша Тицу (1907—1942) и предали га Италијанима у Босанско Грахово, који су га потом вратили четницима. Након неколико дана мучења, четници су га тешко пребијеног бацили у јаму и затрпали камењем. После рата је проглашен за народног хероја.[16]

### Средина маја
- На планини Сињајевини, штитећи одступницу партизанским снагама које су се повлачиле ка Дурмитору и Босни, у борби против четника, погинуо политички комесар Комског партизанског одреда Милутин Лакићевић (1912—1942), народни херој.[17]

| 1 3 5 6 7 8 9 10 12 15 16 21 22 25 29 |

### 16. мај
- Делови  Првог крајишког и Другог козарачког партизанског одреда, уз садејство Банијске пролетерске чете, а под руководством Оперативног штаба НОП и ДВ за Босанску крајину, након жестоких борби, које су трајале током читаве ноћи између 15. и 16. маја, заузели Приједор. У овом нападу заробљен је велик број непријатељских војника (усташа и домобрана), као и велика количина тешког и лаког наоружања, муниције, санитетског и другог ратног материјала и опреме. Након ослобођења, Приједор је све до 12. јуна био центар ослобођене територије, када су га на почетку офанзиве на Козару заузеле јаке немачке снаге.[1][18]
- У Љубљани Италијански војни суд, након дводневне расправе, осудио на смрт Антона Тонета Томшича, организационог секретара ЦК КП Словеније, а чланове Централног комитета КПС на временске казне затвора — Миху Маринка на 30, Виду Томшич на 25 и Пепцу Кардељ на 18 година затвора. Тоне Томшич је стрељан 21. маја у Грамозној јами, а остали осуђени су остали у затвору све до капитулације Италије, септембра 1943. године.[19]

### 17. мај
- Код села Пребиловци, два италијанска батаљона из Чапљине, подржана тенковима и артиљеријом, извршила напад на две чете Јужнохерцеговачког партизанског одреда. Како би спречили даљи продор непријатеља, партизани су након десеточасовне борбе, противнападом одсекле непријатељу одступницу и уништили чету која је прешла реку Брегаву, а остале јединице приморали да се повуку у Чапљину. У овој борби погинуо је командир чете Столачког партизанског батаљона Данило Солдатић (1911—1942), народни херој.[1][20]

### 21. мај
- Пилоти Ваздухопловства НДХ — пилот Руди Чајавец, авионом типа „Потез 25“, пуним наоружања и резервни пилот Фрањо Клуз, са авиомеханичарем Милутином Јазбецом, авионом тима „Бреге 19“ прешли на страну Народноослободилачког покрета (НОП). Они су са аеродрома у Бања Луци авионима пребегли на припремљено летелиште Урије, код тада ослобођеног Приједора. Њима се овде придружио авиомеханичар и стрелац Ивица Митрачић, који је још фебруара 1942. пришао партизанима. Са летелишта у Уријама и Међувођу, на Козари они су 4. јуна извршили своје прве борбене летове, али су Чајавец и Јазбец истог дана погинули, док су Клуз и Митрачић извршили још два напада до 6. јула када је уништен и њихов авион. Као успомену на њихова прва дејства, Врховни командант оружаних снага и маршал Југославије Јосип Броз Тито је 20. октобра 1947. одредио да се 21. мај слави као Дан Ратног ваздухопловства ЈНА, односно Дан ратног ваздухопловства и противваздушне одбране.[21][19]
- У селу Ламовитој, код Приједора, наредбом Оперативног штаба НОП и ДВ за Босанску крајину, од ударних батаљона из Првог, Другог и Петог крајишког одреда формирана Прва крајишка бригада. На дан формирања бригада је имала четири батаљона, са око 1.200 бораца. Командни састав бригаде су сачињавали — Ивица Марушић Ратко командант, Велимир Стојнић политички комесар, Војо Тодоровић заменик команданта и Сава Кесар заменик политичког комесара. Од новембра 1942. па до краја рата бригада се налазила у саставу Пете крајишке дивизије. Бригада је за заслуге у току Народноослободилачког рата одликована Орденом народног хероја.[22][1][23][24]
- На стратишту Грамозна јама у Љубљани, италијански окупатор стрељао Антона Тонета Томшича (1910—1942), организационог секретара ЦК КП Словеније и једног од организатора устанка у Љубљани. Ухапшен је 10. децембра 1941. и 16. маја 1942. осуђен на смртну казну. Међу првим борцима из Словеније је 25. октобра 1943. проглашен за народног хероја.[25]

### 22. мај
- На Црном језеру, код Жабљака, одржано војно-политичко саветовање руководства Народноослободилачког покрета, којим је руководио Врховни командант НОП и ДВЈ Јосип Броз Тито. Саветовању су присуствовали — чланови Врховног штаба НОВ и ДВЈ Милован Ђилас и Блажо Јовановић, као и представник Главног штаба НОП и ДВ Црне Горе и Боке Иван Милутиновић и представници Главног штаба НОП и ДВ Санџака Велимир Јакић и Воја Лековић. На саветовању је размотрена војно-политичка ситуација у Санџаку и Црној Гори, након отпочињања Треће непријатељске офанзиве и донета одлука да се партизанске јединице са овог терена повуку у планинско подручје око река Таре, Пиве, Ћеотине и Сутјеске.[21][26]
- На Шубићевцу, у Шибенику Италијани стрељали 26 антифашиста, углавном из Сплита, међу којима су били — Фјодор Борозан, Игнације Брајевић, Анте Врдољак, Карло Вучковић, Божо Думанић, Јозо Думанић, Пашко Думанић, Никола Житко, Дује Зегарац, Миливој Јеласка, Душан Кажимир, Живодар Катунарић, Иво Ковачић, Јозо Кузмић, Војко Матошић, Стјепан Полић, Анте Пољичак, Божо Пуљас, Никола Пуришић, Анте Радић, Јозо Ружић, Вицко Сиришчевић, Јосип Сиришчевић, Петар Сиришчевић и Раде Кончар (1911—1942), секретар ЦК КП Хрватске и члан ЦК КП Југославије. Кончар је био ухапшен 17. новембра 1941. у Сплиту, где је све до половине маја био мучен у затвору. Пар месеци након стрељања, 7. августа је проглашен за народног хероја.[27]
- На главном тргу у Ваљеву обешен Стјепан Стева Филиповић (1916—1942), командир Колубарско-тамнавске чете Ваљевског партизанског одреда. Њега су крајем децембра 1941. заробили четници, а потом предали Немцима. Првобитно је требало да буде обешен на прву годишњицу Војног пуча, 27. марта 1942. заједно са Стеваном Боротом и Јосифом Мајером, али је био у лошем физичком стању због мучења у затвору. Његово вешање било је заказано за 12 часова, али је извршено 15 минута раније јер је приликом довођења на трг и касније на тргу, пред окупљеним народом узвикивао антифашистичке пароле и позивао народ на отпор окупатору. Фотографија са његове егзекуције обишла је свет и постала један од симбола отпора фашизму. После рата је проглашен за народног хероја.[28]
- На планини Чемерници четници Борјанског четничког одреда и четничког одреда „Кочић”, који је био под командом Уроша Дреновића, након десет дана блокаде уништио болницу Оперативног штаба НОП и ДВ за Босанску крајину. У последњој борби заштитница болнице, особље и рањеници су кренули у јуриш у којем су већим делом изгинули. Међу страдалима су били Карло Ројц (1915—1942), командир и Анте Јакић (1914—1942), борац Заштитног вода болнице. После рата су проглашени за народне хероје.[1][29][30]

### 25. мај
- Из Тиране делегат ЦК КПЈ Душан Мугоша кренуо у Југославију, са задатком да Централном комитету КПЈ и Врховном штабу НОВ и ПОЈ преда извештајем о раду у Албанији и молбу ЦК КП Албаније да Коминтерна одобри сазивање Прве земаљске конференције и пријем Комунистичке партије Албаније у чланство Коминтерне. Након 82 дана напорног пута кроз непроходне пределе Албаније и Југославије, он је тек 15. августа стигао у Гламоч, где се тада налазио ЦК КПЈ и Врховни штаб, претходно се повезавши, на терену Игмана, с једном партизанском јединицом.[21]

### 29. мај
- У селу Звијерини, код Билеће, четници Саве Ковача извршили изненадни напад на партизанску болницу, која се налазили у згради основне школе. Они су у кратком окршају заузели болницу и заробили све рањенике и борце. Међу заробљенима рањеницима и борцима, налазили су се између осталог — руководилац болнице др Сафет Мујић, политички комесар Севернохерцеговачког одреда Милија Станишић, Раде Правица, Јово Љубибратић, Ристо Милићевић, Душан Грк, Хусреф Чишић, Фјодор Махин, Бора Продановић и др. Након заузимања Звијерине, четници су ослободили заробљене Италијанске војнике. У току ноћи 29/30. маја четници су стрељали седморицу заробљеника, међу којима су били Ристо Милићевић (1922—1942) и Хусреф Чишић (1909—1942), док су Рада Правицу и Јову Љубибратића одвели у Требиње и предали Италијанима. Такође, у току ноћи из четничког затвора је успео да побегне Душан Грк и да о овом догађају обавести Оперативни штаб НОП одреда за Херцеговину. У току наредне ноћи 30/31. маја Штаб Прве пролетерске бригаде је ка Звијерини упутио Четврти краљевачки и Шести београдски батаљон, који су ојачани Првим херцеговачким ударним батаљоном, заузели Звијерину и ослободили заробљене борце и рањенике. Након евакуације рањеника, партизани су 2. јуна напустили Звијерину, коју су поново заузели четници.[1][31]

### 31. мај
- У близини села Ваче, код Литије, тешко рањени секретар Окружног комитета КПС за Литију Алојз Хохкраут (1901—1942) извршио самоубиство, како не би био жив заробљен. Хохкраут је исте вечери био рањен у сукобу са немачким војницима, а након рањавања је усео да побегне и склони се у оближњу шуму. После рата је проглашен за народног хероја.[32]

| 1 3 5 6 7 8 9 10 12 15 16 21 22 25 29 |